# Evonymus platyphyllus
Evonymus platyphyllus là một loài thực vật có hoa trong họ Dây gối. Loài này được Lundell mô tả khoa học đầu tiên.